# کریستوفل ۱۸۵۴۸
سیارک ۱۸۵۴۸ (به انگلیسی: 18548 Christoffel، نامگذاری:1997AN12) هجده هزار و پانصد و چهل و هشتمین سیارک کشف شده‌است که در ۱۰ ژانویه ۱۹۹۷ کشف شد.
قدر مطلق سیارک برابر ۱۴٫۶۰ است.